# Friend (arrampicata)

Friend in una fessura parallela

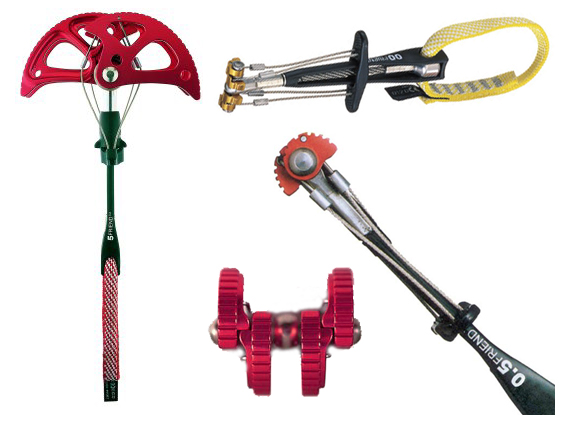
Alcuni friend

I friend o cams sono attrezzi meccanici a camme mobili che vengono utilizzati come mezzi di assicurazione e/o progressione durante l'ascensione di una parete di roccia.  Sono muniti di cavetto metallico, di un anello di cordino o fettuccia, di adeguato carico di rottura.

## Funzionamento
Inventato da Ray Jardine nella seconda metà degli anni settanta, l'attrezzo è caratterizzato da alcune camme la cui geometria è variabile per mezzo di tiranti e molle. Riducendo infatti l'ingombro delle camme, diventa possibile inserire il friend dentro fessure nelle quali non sarebbe altrimenti potuto entrare. Una volta inserito nella fessura, occorre rilasciare i tiranti e far entrare in azione la molla che "richiama" le camme verso la loro posizione naturale. Le camme vanno così ad aderire alle pareti della fessura e l'effetto prodotto dal sistema, grazie alla studiata geometria dell'attrezzo, è tale che più il friend viene sollecitato per la fuoriuscita, più le camme tendono ad aprirsi e, di conseguenza, a fare forza contro le pareti della fessura.
Di norma, i friend utilizzati durante la progressione vengono agganciati con un cosiddetto rinvio (coppia di moschettoni collegata da una fettuccia) nel quale viene fatta poi passare la corda (o le corde) cui è legato l'arrampicatore o l'alpinista che sale.

## Altre particolarità
- I friend possono essere di diverse misure, differenziandosi tra loro soprattutto per le dimensioni delle camme (che possono andare da sezioni di pochi millimetri fino a 50 centimetri circa). Non esiste però un accordo, tra le case produttrici di tali attrezzi, per una comune numerazione o gradazione delle dimensioni dei friend. Tutto ciò a discapito del pubblico acquirente, a cui mancano le necessarie minime informazioni per una corretta comparazione degli attrezzi.
- Il friend è un attrezzo relativamente moderno e mediamente molto costoso. Storicamente, i friend più conosciuti nell'ambiente arrampicatorio e alpinistico sono quelli della serie Camalot dell'azienda americana Black Diamond Equipment. Tanto che la parola "camalot" viene spesso utilizzata, anche se impropriamente, quale sinonimo per riferirsi a un qualsiasi friend.
- Il corretto utilizzo di un friend richiede perizia, esperienza e molta, molta pratica. Le condizioni in cui l'attrezzo può lavorare in modo poco affidabile, infatti, sono davvero molte: camme che non aderiscono perfettamente alla fessura; fessura svasata o non adatta; roccia friabile; angolazione dell'attrezzo errata; eccessivo inserimento all'interno della fessura; scarso inserimento nella fessura; scelta di una misura non adatta alla fessura ecc.